# 克拉伦斯·平克斯顿
克拉伦斯·平克斯顿（英語：Clarence Pinkston，1900年2月1日—1961年11月18日），美国男子跳水运动员。他曾代表美国参加1920年和1924年夏季奥林匹克运动会跳水比赛，获得一枚金牌、一枚银牌和二枚铜牌。